# Microsoft XENIX
Xenix era un sistema operativo sviluppato alla fine degli anni '70 e all'inizio degli anni '80. Era una versione del sistema operativo Unix, originariamente creato presso i Bell Laboratories di AT&T. Xenix era specificamente progettato per funzionare su microcomputer, rendendolo uno dei primi sistemi operativi basati su Unix per personal computer e sistemi aziendali di piccole dimensioni.
Microsoft acquisì i diritti su Xenix nel 1980 e iniziò a sviluppare e distribuire la propria versione di Xenix per una varietà di piattaforme hardware, compresi quelli basati su processori Intel 8086 e 80286. Ciò fece di Xenix uno dei primi sistemi operativi simili a Unix disponibili per PC compatibili con IBM.
Xenix veniva utilizzato in diverse applicazioni, tra cui server per piccole imprese, e ottenne un certo successo sul mercato. Tuttavia, con l'evoluzione dell'industria dei PC e la crescente popolarità di sistemi operativi più avanzati come MS-DOS e Windows, Xenix iniziò a perdere popolarità. Microsoft alla fine lo ha gradualmente sostituito con altri sistemi operativi.

In sintesi, Xenix era una versione iniziale del sistema operativo Unix adattata per i microcomputer ed è stata brevemente sviluppata e distribuita da Microsoft prima di essere gradualmente sostituita nell'evoluta situazione dei sistemi operativi per PC.

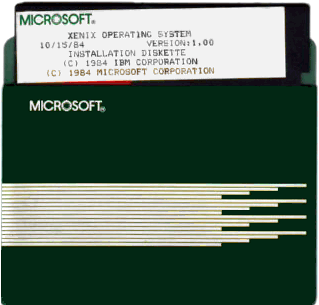
Disco di installazione di Xenix 1.0

## Storia
Nel 1979 Microsoft acquistò da AT&T la licenza per utilizzare il codice di Unix. Al sistema operativo venne dato il nome Xenix, poiché AT&T non concesse la licenza del marchio Unix.
Inizialmente Xenix era disponibile per PDP-11 e Zilog Z8001. Dal 1983 furono rese disponibili anche le versioni per Motorola 68000 (ad esempio sul TRS-80 model 16) e PC IBM. Inoltre non era venduto agli utenti finali, ma sotto licenza OEM, su architettura hardware proprietaria. 
Le prime versioni di Xenix erano molto simili a Unix V6, la versione del sistema di AT&T più recente disponibile in quel momento.
Negli anni successivi Microsoft aggiornò il proprio sistema operativo, includendo codice di Unix System V, e dal 1985 Xenix viene definito come "basato su System V". Nello stesso anno, con la versione 2.1.1, venne aggiunto il supporto per il processore 80286, e da quel momento lo sviluppo si concentrò principalmente sulla piattaforma di Intel.
Nel 1987 venne realizzata la versione per il microprocessore 80386, diventando quindi il primo sistema operativo a 32 bit disponibile per la piattaforma x86. Nello stesso anno, Microsoft perse interesse per Xenix e ne vendette i diritti alla Santa Cruz Operation (SCO).
Alla fine degli anni ottanta, secondo il documento The Design and Implementation of the 4.3BSD UNIX Operating System, Xenix era probabilmente la versione di unix maggiormente diffusa al mondo, considerato il numero di macchine su cui girava.
Nel 1989, quando il sistema operativo giunse alla versione 2.3.4, la SCO cambiò il nome Xenix in SCO UNIX.